# マッシモ・ジョルジアーニ / アレッシア・マンフレディーニ
マッシモ・ジョルジアーニ / アレッシア・マンフレディーニ(Massimo Giorgianni & Alessia Manfredini)はイタリア人のダンサー。現役時代はスタンダードの競技選手だった。アマチュアチャンピオンであり世界ショーダンスチャンピオン。現在はイタリアのミラノ近郊の町ヴィジェーヴァノで後進の指導にあたっている。

## 来歴
- 1987年：ジュニア競技会でカップルデビュー。
- 1997年：プロに転向 - UK選手権第7位　ライジングスター優勝。
- 2001年：ブラックプール全英選手権総合第3位。
- 2003年：ブラックプールのチームマッチにて引退を表明。

## 主な戦績
| 大会/年                          | 1997 | 1998 | 1999 | 2000 | 2001 | 2002 | 2003 |
| -------------------------------- | ---- | ---- | ---- | ---- | ---- | ---- | ---- |
| 全英選手権（本戦）               |      |      |      |      |      |      |      |
| 全英選手権（ライジングスター）   | 1    |      |      |      |      |      |      |
| ロンドンインターナショナル選手権 |      |      |      |      |      |      |      |
| UK選手権大会                     |      |      |      |      |      |      |      |
| ヨーロピアンスタンダード選手権   | 5    |      |      |      |      |      |      |
| ジャーマンオープン               | 3    |      |      |      |      |      |      |
| USオープン                       |      |      |      |      |      |      |      |
| ダッチオープン                   |      |      |      |      |      | 1    |      |
| 世界クラシックショーダンス選手権 | 1    | 1    | 1    |      |      | 1    |      |